# Station Poznań Piątkowo
Station Poznań Piątkowo is een spoorwegstation in de Poolse plaats Poznań.